# Еріх Шретер
Еріх Шретер (нім. Erich Schröter; 25 червня 1904, Шенбург (Заале), Баварія, Німецька імперія — 26 травня 1942, Лозовенька, Балаклійський район, Харківська область, УРСР) — німецький офіцер, майор вермахту. Кавалер Лицарського хреста Залізного хреста.

## Біографія
1 квітня 1924 року вступив на службу в 11-й піхотний полк.
З 1 липня 1940 року — командир 3-го батальйону 224-го піхотного полку 60-ї піхотної дивізії. У боях на Східному фронті німецькі частини під особистим кервіництвом Шретера в масовій атаці на ділянці фронту довжиною 2 км змогли нанести важкі втрати переважаючим силам Червоної армії, знищити або захопити 24 броньованих машини і захопити 31 гармату. За успішну атаку Шретер був нагороджений Лицарським хрестом Залізного хреста.
З 15 січня 1942 року — командир 1-го батальйону 120-го моторизованого піхотного полку.

## Звання
- Обер-шутце (1 червня 1926)
- Унтерофіцер-анвертер (кандидат в офіцери) (3 листопада 1927)
- Єфрейтор (1 грудня 1927)
- Унтерофіцер (1 травня 1929)
- Оберфельдфебель (1 травня 1931)
- Лейтенант (1 липня 1934)
- Гауптман (капітан) (1 квітня 1937)
- Майор (1 грудня 1941)

## Нагороди
- Медаль «За вислугу років у Вермахті» 4-го і 3-го класу (12 років) (31 серпня 1939) — отримав 2 нагороди одночасно.
- Данцигський хрест 2-го класу (14 вересня 1939)
- Медаль «У пам'ять 1 жовтня 1938» із застібкою із «Празький град» (14 вересня 1939)
- Залізний хрест
  - 2-го класу (26 жовтня 1939)
  - 1-го класу (23 червня 1940)
- Штурмовий піхотний знак в сріблі (1 липня 1940)
- Нагрудний знак «За поранення» в чорному (4 вересня 1941) — за перше поранення; всього отримав 4 поранення (24 липня, 4 вересня, 21 вересня і 2 грудня 1941)
- Лицарський хрест Залізного хреста (8 вересня 1941)
- Військовий орден «За хоробрість» 4-го ступеня, 1-й клас (Болгарія) (23 жовтня 1941)
- Медаль «За зимову кампанію на Сході 1941/42» (10 липня 1942; посмертно)